# Washington Boulevard

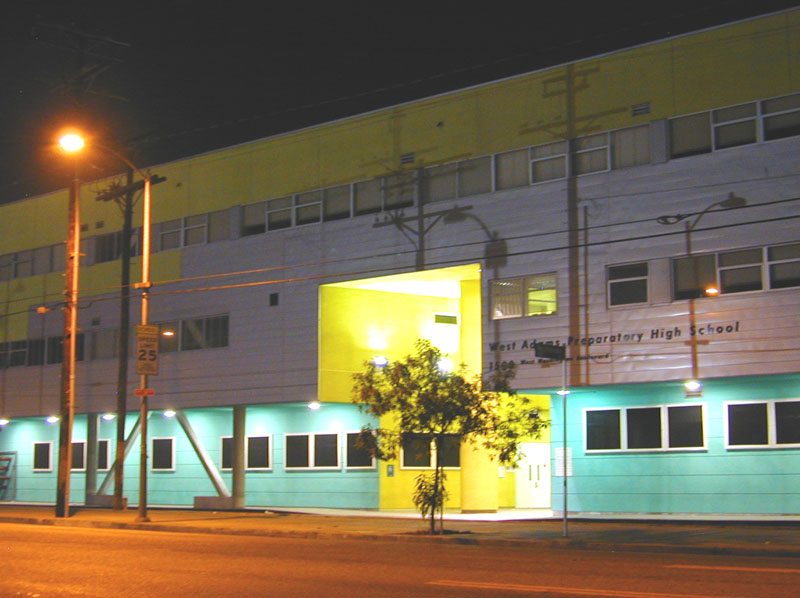
West Adams Preparatory High School, que se ubica en la intersección de Vermont Avenue y Washington Blvd.

Washington Boulevard es el más largo (27,4 millas - 44 km) de las carreteras principales continuas en Los Ángeles, California. Se inicia con el Océano Pacífico al oeste de Pacific Avenue en Marina del Rey, y finaliza hacia el este en la ciudad de Whittier, en Whittier Boulevard. Está al sur de Venice Boulevard para la mayoría de su longitud. En Wade Street, Washington Place se forma adyacente y paralela y se prolonga hasta el este de Sepulveda Boulevard, donde se funde de nuevo en Washington Boulevard. Washington se funde en Culver Boulevard brevemente, sino que forma de nuevo en su propia calle en Canfield Avenue. Washington Boulevard lleva la Línea Azul del Metro en el centro de la mediana desde Flower Street hasta Long Beach Avenue al sur del Centro de Los Ángeles, y sirve a las estaciones de Grand, San Pedro, y Washington. (Fuente: Thomas Guide, edición de 1997.)
Washington Boulevard todo pasa a través de lugares en la parte media del sur del Condado de Los Angeles. Las comunidades en el oeste son zonas ricas como Marina del Rey y Ladera Heights. Más al este, pasa a través de Culver City, South Los Angeles, Commerce, Montebello, y Pico Rivera. Washington Boulevard es la línea divisoria entre Venice y Marina del Rey.

## Educación y transporte
Washington Boulevard ofrece servicio de autobús entre Venice Beach y West LA Transit Center por vía de la línea 1 de Culver City Transit, entre West LA Transit Center y el centro de la ciudad por vía de la línea 35 de Metro Local, y al este del centro de la ciudad por vía de la línea 50 de Montebello Transit. Una parte de la Línea Azul del Tren Ligero de Los Ángeles corre a lo largo de Washington Boulevard, desde Flower Street hasta Long Beach Avenue.
Siempre es cuatro carriles de ancho.
- West Adams Preparatory High School se encuentra entre Vermont Avenue y Washington Blvd.[1]

## Monumentos notables
- Angelus-Rosedale Cemetery

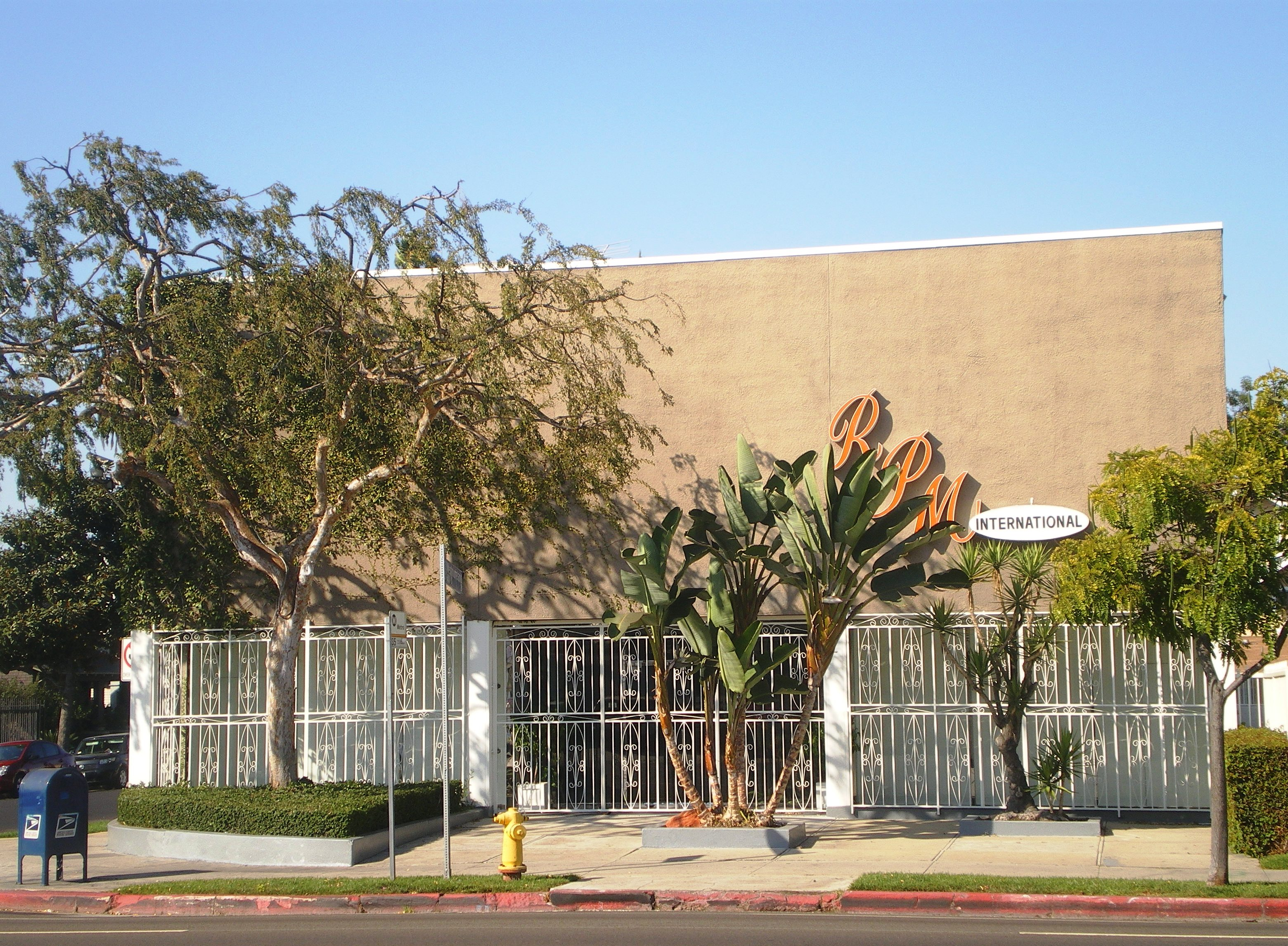
Ray Charles Square, Los Ángeles

- Los Angeles Trade–Technical College está ubicado en Grand Avenue, cerca de la estación de la línea Azul con el mismo nombre.
- El edificio de RPM International (Ray Charles Enterprises) está situado en la esquina de Westmorland Blvd. y Washington Blvd., que también se dedica como la "Ray Charles Plaza".
- The Ray Charles Post Office en La Brea Avenue.[2]